# Protestos contra o governo de Faure Gnassingbé
Protestos contra o governo de Faure Gnassingbé ocorreram em todo o Togo, iniciando quando o presidente Faure Gnassingbé assumiu o poder após a morte de seu pai, Gnassingbé Eyadéma, em fevereiro de 2005.
Manifestantes da oposição exigiram que o governo togolês estabeleça limites de mandato presidencial de acordo com o referendo constitucional de 1992 e reivindicaram a renúncia de Gnassingbé. Os partidos de oposição contestaram os resultados das eleições presidenciais de 2010 e de 2015. De 2012 até a eleição parlamentar de 2013, os opositores do governo protestaram contra certas reformas eleitorais que acreditavam favorecer o regime governante. A partir de agosto de 2017, a oposição realizou protestos antigovernamentais quase semanalmente, levando a um período de instabilidade doméstica a longo prazo.

## Contexto
Gnassingbé Eyadéma ajudou a liderar dois golpes militares, um em 1963 e outro em 1967, nos quais se tornou presidente do Togo. A oposição ao regime de Eyadéma cresceu no final da década de 1980, pois muitas pessoas acreditavam que ele estava trabalhando apenas para beneficiar companheiros do exército, membros de sua tribo e seus aliados políticos. Inspirados pelas revoluções anticomunistas em toda a Europa a partir de 1989 e desencadeados pelo julgamento de estudantes por distribuir material antigovernamental, os estudantes togoleses realizaram manifestações e greves em 5 de outubro de 1990. Este protesto marcou o início de um movimento de protesto contra o regime militar de Eyadéma.
Durante uma onda de protestos contra Eyadéma, o governo estabeleceu um toque de recolher e o anunciou em 10 de abril de 1991, uma hora depois de entrar em vigor. No dia seguinte, os habitantes de Lomé encontraram 28 corpos em uma lagoa de Bé. A Comissão Nacional de Direitos Humanos determinou que as Forças Armadas do Togo haviam realizado o massacre.
O governo togolês realizou um referendo constitucional em 1992, que incluiu um limite presidencial de dois mandatos, e o Togo começou a realizar eleições multipartidárias em 1993. Em dezembro de 2002, Eyadéma removeu os limites do mandato presidencial, permitindo que ele governasse indefinidamente.

## 2005
Eyadéma morreu em 5 de fevereiro de 2005, e os militares togoleses instalaram imediatamente seu filho Faure Gnassingbé como presidente. O chefe do Estado-Maior do Exército, Zakari Nandja, declarou que isso foi feito para evitar um vácuo de poder. O governo togolês inicialmente proibiu todos os protestos por dois meses. No entanto, cerca de 1.000 pessoas participaram de um comício antigovernamental em Lomé em 11 de fevereiro de 2005. No dia seguinte, cerca de 3.000 pessoas participaram de protestos. As forças de segurança usaram gás lacrimogêneo, cassetetes e granadas de efeito moral nos manifestantes, matando pelo menos três pessoas e ferindo dezenas. O governo togolês afirmou que as forças de segurança dispararam porque os manifestantes tentaram roubar seus armamentos.
Gnassingbé suspendeu a proibição de protestos contra o governo em 18 de fevereiro e anunciou que haveria uma eleição presidencial em 60 dias. Grupos de oposição exigiram que Gnassingbé renunciasse e realizaram grandes protestos em Lomé, Aného, Sokodé e Sinkanse. Em 25 de fevereiro, Gnassingbé, citando crescente pressão doméstica e internacional, anunciou que renunciaria à presidência. Os partidários da oposição se opuseram à nomeação de Bonfoh Abass como presidente interino em vez de Fambaré Ouattara Natchaba, acusando Abass de estar muito próximo ao regime de Gnassingbé. Os manifestantes atiraram pedras na polícia, que disparou gás lacrimogêneo em represália para faze-los recuar.
A eleição presidencial foi realizada em 24 de abril de 2005 com os dois principais candidatos sendo Faure Gnassingbé e Emmanuel Bob-Akitani. Gnassingbé foi declarado vencedor em 26 de abril. A Comunidade Econômica dos Estados da África Ocidental declarou que os resultados foram justos, embora a oposição tenha ouvido relatos de práticas fraudulentas na votação e manipulação de votos. Centenas de pessoas se rebelaram nas ruas e entraram em conflito com a polícia e os militares. Os jovens atiraram coquetéis molotov na polícia e a oposição criou barreiras em Bé. Segundo fontes do hospital, onze pessoas morreram e cerca de cem ficaram feridas nos tumultos. Os partidários da oposição invadiram uma delegacia de polícia em Aného, atacaram policiais e tentaram incendiar o local. A polícia matou nove pessoas e feriu 61.
O governo togolês alegou que apenas 22 pessoas morreram durante a violência pós-eleitoral. A Anistia Internacional, no entanto, registrou um número de mortos em mais de 150. As Nações Unidas estimaram que entre 400 e 500 pessoas foram mortas na violência eleitoral e no tumultos em massa. Em maio, cerca de 35.000 cidadãos togoleses fugiram para Benin e Gana, citando sequestros e desaparecimentos forçados, que foram considerados serem motivados politicamente.

## 2010–2011
Gnassingbé derrotou Jean-Pierre Fabre nas eleições presidenciais de 2010, realizadas no dia 4 de março. Os apoiadores de Fabre ignoraram a proibição do governo de protestos em 7 de março de 2010 e enfrentaram forças de segurança que bloquearam seu acesso ao bairro de Bé. Os partidários da oposição realizaram uma manifestação em 9 de março de 2010. Aqueles que resistiram às forças de segurança foram pulverizados com gás lacrimogêneo. Alguns manifestantes atiraram pedras na polícia e incendiaram carros.
Em 12 de fevereiro de 2011, cerca de 15.000 manifestantes da oposição marcharam por Lomé exigindo a renúncia do governo de Gnassingbé e a realização de eleições livres e justas. Claude Améganvi, do Partido dos Trabalhadores, declarou que a marcha também foi em apoio à Revolução Egípcia de 2011, como parte da Primavera Árabe no norte da África. Em 17 de março de 2011, as forças de segurança dispararam balas de borracha e gás lacrimogêneo contra os manifestantes em Lomé, que atiraram pedras e incendiaram pneus.

## 2012–2013
No início de junho de 2012, o parlamento togolês alterou o código eleitoral do país. A oposição criticou essas mudanças, alegando que favoreciam o partido governante. Milhares de manifestantes se reuniram em Lomé de 12 a 14 de junho de 2012, forçando o fechamento do principal mercado da cidade. Os manifestantes atiraram pedras e prédios foram vandalizados; a polícia reagiu disparando gás lacrimogêneo. Pelo menos 27 pessoas, incluindo policiais e manifestantes, ficaram feridas durante os protestos.
Centenas de apoiadores da campanha Collectif Sauvons le Togo protestaram contra o governo togolês em 5 de julho de 2012 em frente à embaixada francesa em Lomé. A polícia disparou gás lacrimogêneo contra os manifestantes novamente, forçando-os a se dispersar. A oposição realizou protestos em 21 e 23 de agosto de 2012. No primeiro dia, os manifestantes planejavam marchar de Bé para a área comercial de Deckon, uma área em que o governo proibia a entrada de manifestantes. As autoridades togolesas dispararam gás lacrimogêneo contra os manifestantes dez minutos após o início. Segundo o Collectif Sauvons le Togo, mais de 100 pessoas ficaram feridas e pelo menos 125 foram presas durante os comícios. Milhares de apoiadores da oposição participaram de protestos pacíficos de 24 a 25 de agosto de 2012.
Milhares de pessoas participaram de um comício do Collectif Sauvons le Togo em Lomé, em 26 de agosto de 2012, que incentivou as mulheres togolesas a participarem de uma greve sexual de uma semana para estimular os homens a participar do movimento de oposição contra Gnassingbé.  A líder da oposição Isabelle Ameganvi afirmou que o ato foi inspirado pela greve sexual de 2003 das mulheres liberianas lideradas por Ellen Johnson Sirleaf, que pressionavam pela paz durante a Segunda Guerra Civil da Libéria contra Charles Ghankay Taylor.  Os manifestantes se reuniram em Bé em 28 de agosto de 2012 e se prepararam para marchar contra o governo. Contudo, antes que pudessem começar a marchar, as forças de segurança togolesas dispararam gás lacrimogêneo. A oposição realizou protestos sentados e as forças de segurança dispararam gás lacrimogêneo em 6 de setembro de 2012.
Em resposta a esses protestos, o governo aprovou outra reforma eleitoral em setembro de 2012. Grupos de oposição boicotaram as negociações porque acreditavam que os limites de prazo propostos permitiriam a Gnassingbé permanecer no cargo até pelo menos 2025. Em 15 de setembro de 2012, uma multidão armada com porretes e machetes entrou em uma área onde os apoiadores da oposição planejavam protestar. A turba frustrou o inicio do protesto da oposição e impediu os jornalistas de tirarem fotografias. Vários embaixadores de países ocidentais expressaram "profunda preocupação" com a violência da multidão.
Milhares de mulheres vestidas de vermelho participaram de uma marcha pacífica organizada pelo Collectif Sauvons le Togo em 20 de setembro de 2012. A cor vermelha foi escolhida para protestar contra a precária situação econômica das mulheres no Togo, já que as mulheres togolesas tradicionalmente produziam e vendiam roupas vermelhas nos mercados do país. O Collectif Sauvons le Togo realizou uma manifestação antigovernista em 5 de outubro de 2012, no aniversário da manifestação de 1990 contra Eyadéma. As forças de segurança dispararam gás lacrimogêneo ferindo várias pessoas.
Em um protesto da oposição em Lomé, em 10 de janeiro de 2013, vários jornalistas foram alvejados e pelo menos quatro deles ficaram feridos.  No final de fevereiro de 2013, três apoiadores da oposição foram acusados de envolvimento nos incêndios que destruíram dois mercados togoleses em janeiro de 2013. Em 12 de março de 2013, enquanto Jean-Pierre Fabre estava sendo interrogado em Lomé, centenas de seus apoiadores tentaram bloquear a entrada do edifício. A polícia disparou gás lacrimogêneo em represália enquanto os manifestantes atiravam pedras.
De 14 a 17 de março de 2013, jornalistas togoleses realizaram protestos sentados em discordância às regulações da mídia recém adotadas, que deram ao governo autoridade para fechar órgãos de imprensa. No primeiro e último dia desses protestos, a polícia disparou balas de borracha e gás lacrimogêneo para dispersar a multidão. Gnassingbé solicitou que as emendas passassem por uma revisão constitucional e o Tribunal Constitucional do Togo as declarou inconstitucionais em 20 de março de 2013.
Em abril de 2013, os professores togoleses entraram em greve reivindicando salários mais altos e os estudantes protestaram em apoio aos seus professores. O governo fechou temporariamente as escolas primárias e secundárias, citando danos à propriedade decorrentes dos protestos estudantis. Dois estudantes foram mortos como resultado dos esforços da polícia para dispersar protestos em 15 de abril em Dapaong. O governo reabriu as escolas em 22 de abril, embora muitos professores continuassem a greve e pedissem aos alunos que regressassem para casa.
Étienne Yakanou, um dos líderes da oposição detidos em conexão com o incêndio no mercado de Lomé, morreu em 10 de maio de 2013. Segundo o governo, ele morreu de malária. A Aliança Nacional pela Mudança (ANM) acusou o governo togolês de cometer um "assassinato político" ao suspender deliberadamente o tratamento médico de Yakanou e a Anistia Internacional pediu uma investigação sobre sua morte. Em 18 de maio de 2013, um grupo de mulheres do Collectif Sauvons le Togo  participou de protestos de topless inspirados na organização feminista ucraniana FEMEN.
Os protestos da oposição atrasaram as eleições parlamentares, que estavam originalmente agendadas para outubro de 2012, para 25 de julho de 2013. O partido de Gnassingbé ganhou a maioria dos assentos nas eleições, e a oposição declarou que os resultados eram fraudulentos.

## 2014–2016
Manifestantes antigovernamentais marcharam por Lomé em 21 de novembro de 2014, enquanto os apoiadores do governo realizaram um contraprotesto na praia. A Agence France-Presse informou que os manifestantes violaram a lei marchando perto do parlamento do país. A Reuters informou que alguns manifestantes atiraram pedras nas forças de segurança, que dispararam gás lacrimogêneo em represália. Dois apoiadores da oposição ficaram feridos durante os confrontos. Milhares de togoleses continuaram protestando em 28 de novembro de 2014.
Gnassingbé venceu as eleições presidenciais de abril de 2015 no país, com mais de 59% dos votos. As Nações Unidas aprovaram a forma como as eleições foram conduzidas, mas o principal partido da oposição considerou esses resultados fraudulentos, pois o regime governante suprimia ativamente suas atividades. Milhares de pessoas marcharam por Lomé em 16 de maio de 2015 para protestar contra os resultados das eleições. Os partidos de oposição realizaram manifestações em 21 de maio de 2016 em Lomé, solicitando uma reforma eleitoral significativa e proporcional sob o Acordo Político Global de 2007 para introduzir limites de mandato.

## 2017–2018

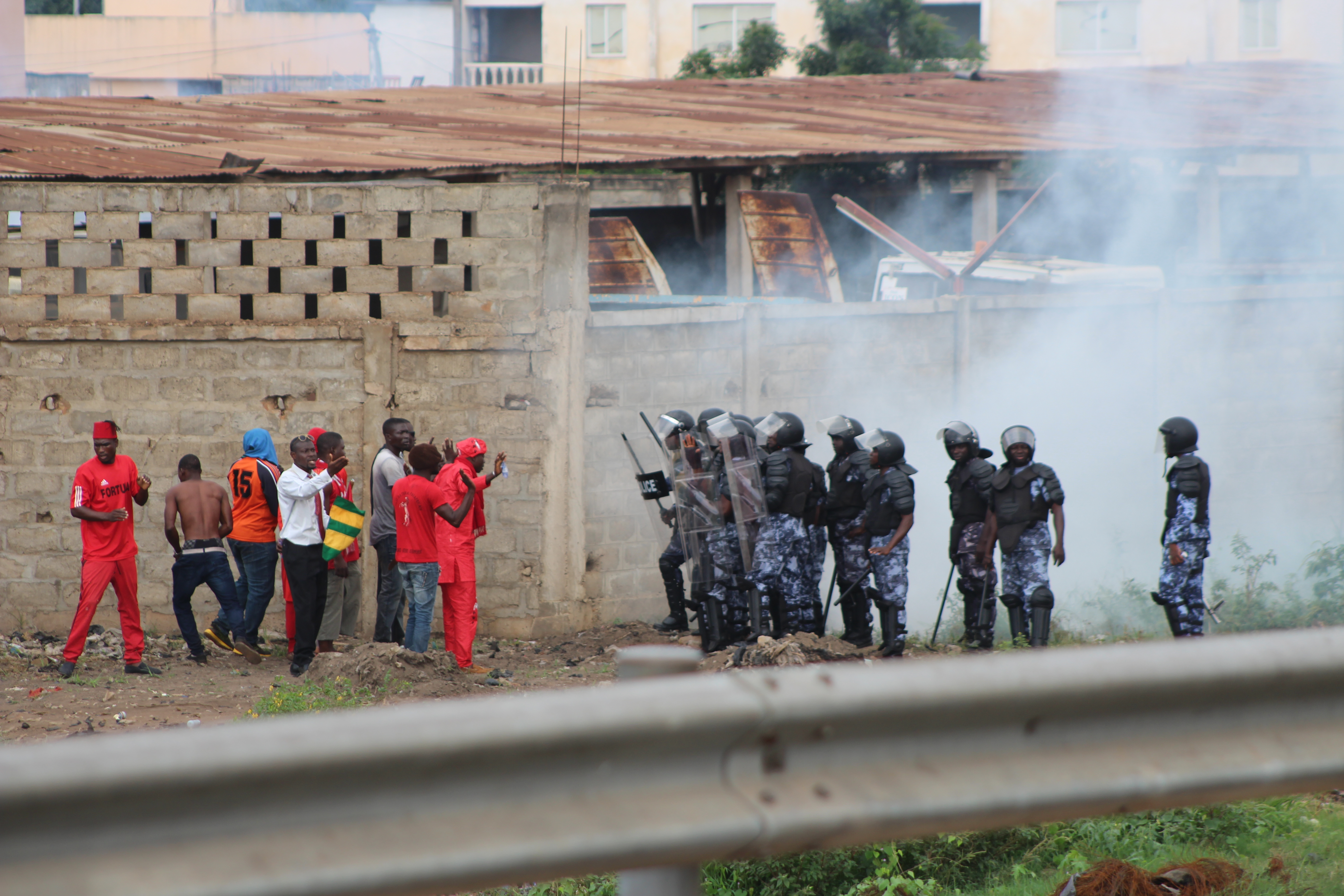
Manifestantes tentando combater a polícia em Lomé, em 19 de agosto de 2017

Em 19 de agosto de 2017, milhares de manifestantes foram às ruas, principalmente na cidade de Sokodé. Protestos também ocorreram em Lomé, Bafilo, Anié e Kara. As forças de segurança mataram dois civis enquanto dispersavam manifestantes. Outros civis incendiaram veículos de segurança e mataram sete membros das forças de segurança. Cerca de 27 pessoas foram presas e quinze manifestantes identificados como apoiadores do Partido Nacional Pan-Africano receberam penas de prisão de cinco a nove meses. Os partidos oposicionistas convocaram uma greve geral em 25 de agosto, que desacelerou os negócios e levou Lomé a entrar em um bloqueio de segurança. O ministro togolês Gilbert Bawara criticou a greve, chamando-a de "campanha de terror, intimidação e ameaças".
Em 5 de setembro de 2017, em um esforço para combater protestos programados, o governo cortou a internet em todo o país, bloqueou o uso do WhatsApp e filtrou as chamadas internacionais. Apesar disso, os partidos da oposição iniciaram um grande protesto de três dias em Lomé. A Anistia Internacional estimou que cerca de 100.000 pessoas participaram de um protesto em 6 de setembro de 2017. Pelo menos oitenta manifestantes foram presos no dia seguinte e as forças de segurança de Lomé dispararam gás lacrimogêneo para dispersar os manifestantes. O acesso normal à internet foi restaurado em 11 de setembro.
Em 18 de setembro de 2017, a oposição boicotou a votação da Assembleia Nacional de um projeto de lei que introduziria limites de mandato afirmando que permitiria sujeitá-lo a um referendo. No dia seguinte, o governo togolês desacelerou a internet do país enquanto a oposição se preparava para mais protestos. Segundo a Anistia Internacional, as forças de segurança usaram cassetetes, projéteis e gás lacrimogêneo contra manifestantes em Mango, matando um garoto de nove anos. O ministro da Segurança Damehane Yark culpou a oposição pela morte do garoto, dizendo que os manifestantes estavam usando armas. No dia seguinte, os líderes da oposição culparam o governo por reprimir violentamente os protestos no norte do Togo e milhares de togoleses participaram de manifestações antigovernamentais.
Em 4 e 5 de outubro de 2017, milhares de manifestantes marcharam por Lomé e algumas barricadas foram criadas. Em resposta, o governo togolês interrompeu a comunicação na internet e o acesso móvel à internet. O governo anunciou uma proibição de protestos durante os dias úteis em 10 de outubro, embora os partidos da oposição tenham prometido desafiar essa proibição. Alpha Alassane, um imã afiliado ao movimento de oposição, foi preso em Sokodé em 16 de outubro de 2017, alimentando tensões entre o governo togolês e a oposição. Os protestos de dois dias começaram em 18 de outubro em todo o Togo. No primeiro dia, quatro pessoas - uma em Lomé e três em Sokodé - teriam sido mortas durante os confrontos entre manifestantes e as forças de segurança. O ministro da Segurança do Togo negou as mortes relatadas, afirmando que ninguém foi morto em Sokodé neste dia. Alguns manifestantes em Lomé formaram barricadas e a polícia disparou gás lacrimogêneo para dispersá-los.
O governo togolês suspendeu a proibição de protestos durante os dias úteis em 4 de novembro de 2017. Em 7 de novembro, o governo libertou 42 dos manifestantes que foram presos em setembro e retirou as acusações de incêndio criminoso contra o líder da oposição Jean-Pierre Fabre. Milhares de manifestantes participaram de três protestos durante esta semana, com o último em 10 de novembro.
A Comunidade Econômica dos Estados da África Ocidental (CEDEAO) realizou sua cúpula de 2017 em 16 de dezembro em Abuja, na Nigéria, e não no Togo, provavelmente devido à tensão política entre o governo e a oposição. Por volta dessa época, milhares de manifestantes fizeram marchas contra o governo. Dezenas de milhares de apoiadores da oposição protestaram pacificamente em Lomé em 31 de dezembro. Igualmente, milhares de togoleses  participaram de protestos e contra-protestos antigovernamentais em 13 de janeiro de 2018, 55 anos do assassinato do presidente Sylvanus Olympio. Em 20 de janeiro de 2018, a oposição realizou uma manifestação antigovernamental em Lomé, que coincidiu com a Marcha das Mulheres de 2018, onde milhares de mulheres togolesas, a maioria vestidas de preto, marcharam pela capital do país.
O presidente do Gana, Nana Akufo-Addo, e o presidente da Guiné, Alpha Condé, começaram a mediar as negociações entre o governo togolês e a oposição em 19 de fevereiro de 2018 em Lomé. No dia seguinte, os mediadores ganenses anunciaram que o governo togolês libertaria 45 das 92 pessoas presas por participarem dos protestos. Em 6 de março, a coalizão oposicionista togolesa anunciou que retomaria as manifestações, apesar do acordo anterior de suspender os protestos enquanto as negociações do governo estavam em andamento. Alguns dias depois, esses protestos pararam a pedido de Akufo-Addo. Nos dias 11, 12 e 14 de abril de 2018, a oposição realizou protestos de rua e as forças de segurança togolesas tentaram reprimi-los; resultando em cerca de 25 feridos e uma morte. Os partidos da coalizão de oposição cancelaram protestos de rua planejados em 8 de maio de 2018, citando a falta de segurança dos manifestantes e o progresso em direção a seus objetivos.